# バハールの涙
『バハールの涙』（原題：Les Filles du Soleil）は、2018年制作のフランス映画。
IS（イスラミックステート）に奪われた息子を助け出すべく、女性だけの戦闘部隊を結成してISとの戦いの最前線に身を投じたクルド人女性と、彼女たちを取材する女性ジャーナリストの姿を描く。2014年に、ISがイラク北西部のシンジャル山岳地帯に住む少数民族ヤズディ教徒を襲撃した事件をモチーフにしている。原題の「太陽の女たち」とは、主人公が結成した戦闘部隊の名前。
第71回カンヌ国際映画祭コンペティション部門出品。

## あらすじ
クルド人の女性で弁護士のバハールは、イラクのクルド人自治区内にある故郷の町で夫と息子と共に幸せに暮らしていたが、ある日、町がIS（イスラミックステート）の襲撃を受け、夫を始め男性が皆殺しにされ、息子を戦闘要員として育成するために連れ去られ、自身もISの幹部に性奴隷として売り飛ばされてしまう。
やがて命からがら逃げ出したバハールは息子を必ず取り戻すことを決意、同じ被害に遭った女性を集めて女性だけの戦闘部隊「太陽の女たち」を結成、ISとの闘いに身を投じていく。やがて彼女たちは、「女に殺された者は天国に行けない」と信じるISの戦闘員たちに恐れられる存在となっていく。
ある日、バハールは片眼の白人女性と出逢う。彼女はフランス人の女性ジャーナリスト・マチルド。彼女も戦場で夫を亡くし、自身も片眼を失っていた。また、愛娘を本国に残して、PTSDに苛まれながらも取材を続けていた。マチルドは早速バハールたちに興味を持ち、命がけで密着取材を行う。似たような境遇の2人はやがて、固い友情で結ばれていく。

## キャスト
- バハール：ゴルシフテ・ファラハニ[6]

捕虜となった息子の救出のためISと戦うこととなったクルド人女性。
- マチルド：エマニュエル・ベルコ[注釈 1]
- ラミア：ズュベイデ・ブルト
- アマル：マイア・シャモエヴィ
- ベリヴァン：エヴィン・アーマドグリ
- ノファ：ニア・ミリアナシュヴィリ
- ティレシュ：エロール・アフシン